# Europees kampioenschap voetbal vrouwen onder 17 - 2018
Het Europees kampioenschap voetbal vrouwen onder 17 van 2018 is de 11de editie van het Europees kampioenschap voetbal vrouwen onder 17, dat jaarlijks wordt georganiseerd door de UEFA voor alle Europese nationale vrouwenploegen onder 17 jaar. Litouwen werd op 26 januari 2015 door de UEFA aangeduid als gastland. Enkel speelsters die geboren zijn op of na 1 januari 2001 zijn speelgerechtigd.
Acht landen namen deel aan het toernooi: gastland Litouwen, de zes poulewinnaars van een eliteronde in de lente van 2018 en de beste tweede van die zes poules. Elke wedstrijd duurt 80 minuten, verdeeld over twee helften van 40 minuten, met een pauze van 15 minuten.

## Kwalificaties
45 nationale ploegen strijden tijdens de kwalificaties gespreid over twee ronden voor de resterende zeven plaatsen op het toernooi.

### Gekwalificeerde landen
| # | Land      | Gekwalificeerd als          | Beste prestatie                         |
| - | --------- | --------------------------- | --------------------------------------- |
| 1 | Litouwen  | Gastland                    | Debuut                                  |
| 2 | Nederland | Winnaar kwalificatiegroep 1 | Vierde plaats (2010)                    |
| 3 | Finland   | Winnaar kwalificatiegroep 2 | Debuut                                  |
| 4 | Spanje    | Winnaar kwalificatiegroep 3 | Winnaar (2010,2011,2015)                |
| 5 | Italië    | Winnaar kwalificatiegroep 4 | Vierde plaats (2014)                    |
| 6 | Engeland  | Winnaar kwalificatiegroep 5 | Vierde plaats (2016)                    |
| 7 | Polen     | Winnaar kwalificatiegroep 6 | Winnaar (2013)                          |
| 8 | Duitsland | Winnaar kwalificatiegroep 7 | Winnaar (2008,2009,2012,2014,2016,2017) |

## Groepsfase

### Groep A
| #  | Team      | GW | Win | Gel | Ver | Voor | Tegen | Saldo | Pnt | Opm |
| -- | --------- | -- | --- | --- | --- | ---- | ----- | ----- | --- | --- |
| 1. | Duitsland | 3  | 2   | 1   | 0   | 12   | 3     | +9    | 7   |     |
| 2. | Finland   | 3  | 2   | 0   | 1   | 7    | 3     | +4    | 6   |     |
| 3. | Nederland | 3  | 1   | 1   | 1   | 12   | 4     | +8    | 4   |     |
| 4. | Litouwen  | 3  | 0   | 0   | 3   | 0    | 21    | -21   | 0   |     |

### Groep B
| #  | Team     | GW | Win | Gel | Ver | Voor | Tegen | Saldo | Pnt | Opm |
| -- | -------- | -- | --- | --- | --- | ---- | ----- | ----- | --- | --- |
| 1. | Spanje   | 3  | 2   | 1   | 0   | 7    | 1     | +6    | 7   |     |
| 2. | Engeland | 3  | 1   | 1   | 1   | 7    | 4     | +3    | 4   |     |
| 3. | Italië   | 3  | 0   | 2   | 1   | 0    | 4     | -4    | 2   |     |
| 4. | Polen    | 3  | 0   | 2   | 1   | 2    | 7     | -5    | 2   |     |

## Eindronde

### Halve finale
|                   |                                                                               |     |          |                                                                      |
| 18 mei 2018 16:30 | Duitsland                                                                     | 8–0 | Engeland | Alytus Stadium, Alytus Scheidsrechter: Hristiana Guteva ( Bulgarije) |
| 18 mei 2018 16:30 | Rendell 23' (e.d.) Martinez 27', 44', 61'Köster 30', 72' Fuso 50' Fudalla 64' |     |          | Alytus Stadium, Alytus Scheidsrechter: Hristiana Guteva ( Bulgarije) |

|                   |             |         |         |                                                                       |
| 18 mei 2018 19:00 | Spanje      | 1–0     | Finland | Sūduva Stadium, Marijampolė Scheidsrechter: Lucie Šulcová ( Tsjechië) |
| 18 mei 2018 19:00 | Navarro 52' | verslag |         | Sūduva Stadium, Marijampolė Scheidsrechter: Lucie Šulcová ( Tsjechië) |

### Play-off  voor hetWereldkampioenschap voetbal vrouwen onder 17 - 2018
|                   |          |     |                        |                                                                    |
| 21 mei 2018 14:00 | Engeland | 1–2 | Finland                | Alytus Stadium, Alytus Scheidsrechter: Frida Nielsen ( Denemarken) |
| 21 mei 2018 14:00 | Park 12' |     | Huhta 46' Kantanen 61' | Alytus Stadium, Alytus Scheidsrechter: Frida Nielsen ( Denemarken) |

### Finale
|                   |           |                  |        |                                                                                |
| 21 mei 2018 19:00 | Duitsland | 0–2              | Spanje | Sūduva Stadium, Marijampolė Scheidsrechter: Désirée Grundbacher ( Zwitserland) |
| 21 mei 2018 19:00 |           | Navarro 46', 73' |        | Sūduva Stadium, Marijampolė Scheidsrechter: Désirée Grundbacher ( Zwitserland) |